# Свети Илия (Кадино)
Вижте пояснителната страница за други значения на Свети Илия.
„Свети Пророк Илия“ (на македонска литературна норма: „Свети Пророк Илија“) е православна църква в скопското село Кадино, Северна Македония. Част е от Делядровско-Илинденската епархия на Македонската православна църква – Охридска архиепископия.
Църквата вероятно е средновековна, обновена в по-късен период. В 1857 година видният дебърски майстор Дичо Зограф изписва две престолни икони за иконостаса на църквата - Света Богородица с Христос и Исус Христос Вседържител, подписани и датирани 20 април 1857.